# Providenciales
Providenciales ist eine zu den Turks- und Caicosinseln gehörende Insel, die umgangssprachlich meist nur „Provo“ genannt wird. Es handelt sich um die westlichste bewohnte Insel der Caicos-Inseln. Providenciales mit seinen langen Stränden und Korallenriffen ist eine luxuriöse Touristendestination, die sich mit 350 Sonnentagen pro Jahr rühmt. Die Insel hat eine Fläche von 98 Quadratkilometern und wird von 23.769 Personen bewohnt (Zensus 2012). Höchster Punkt der Insel ist der 48 Meter hohe Blue Mountain.
Vor 1960 hatte Providenciales nur rund 500 Einwohner. Ab 1966 erhielt eine Firma die Erlaubnis, staatliches Land zu verpachten. In der Folge entwickelte sich Providenciales zur bevölkerungsreichsten Insel von Turks und Caicos. Provo ist heute das wirtschaftliche und touristische Zentrum des Gebiets. Der Providenciales International Airport ist der größte internationale Flughafen der Turks- und Caicosinseln und der einzige, der von internationalen Linienflügen bedient wird. Von hier aus werden weitere Inseln des Gebiets angeflogen.
Die größten Ortschaften auf Providenciales sind Five Cays, Honda Road, The Bight und Wheeland.